# Éden Pedroso
Éden José Rodrigues Pedroso (Passo Fundo, 15 de maio de 1943 – Porto Alegre, 7 de novembro de 2024) foi um político brasileiro. Foi deputado estaduais do Rio Grande do Sul da 47.ª legislatura, de 1987 a 1991.

## Vida
Éden José Rodrigues Pedroso nasceu em Passo Fundo (RS) em 15 de maio de 1943, filho de Donato Pedroso e Joanita Rodrigues Pedroso. Foi líder estudantil, presidente da ala jovem do PTB, e ingressou no MDB após a extinção do multipartidarismo em 1965. Formou-se em economia pela Universidade de Passo Fundo (UPF) em 1972 e tornou-se fiscal de tributos estaduais no Rio Grande do Sul.
Com o fim do bipartidarismo em 1979, ajudou a fundar o PDT em 1981, liderado nacionalmente por Leonel Brizola. Em 1982, graduou-se em direito pela UPF. Em 1986, foi eleito deputado estadual constituinte pelo PDT, destacando-se como líder partidário e presidente de comissões relacionadas ao ensino superior e ao sistema tributário.
Eleito deputado federal em 1990, foi ativo em comissões importantes e apoiou o impeachment de Fernando Collor em 1992. Em 1994, filiou-se ao PT e concorreu como vice-governador do Rio Grande do Sul na chapa de Olívio Dutra, derrotada no segundo turno.
Encerrou seu mandato como deputado federal em 1995. É casado com Elena Foscarin Pedroso, com quem teve três filhos.

## Morte
Pedroso morreu no dia 7 de novembro de 2024, aos 81 anos.